# Asier Guenetxea Sasiain
Asier Guenetxea Sasiain (Aretxabaleta, 10 de maig de 1970) és un ciclista basc, ja retirat, que fou professional entre 1992 i 1996. Destacà com a velocista, aconseguint en el seu palmarès la Clàssica d'Almeria de 1991 i dues etapes de la Volta a Portugal de 1992, entre d'altres victòries.

## Palmarès
- 1990
  - Vencedor de 2 etapes del Tour de Poitou-Charentes
- 1991
  - 1r a la Clàssica d'Almeria
- 1992
  - Vencedor de 2 etapes de la Volta a Portugal
  - Vencedor d'una etapa del Trofeu Castella i Lleó
- 1993
  - 1r a la Clàssica de Sabiñánigo
  - Vencedor d'una etapa del Trofeu Castella i Lleó
  - Vencedor de 2 etapes de la Volta a Portugal del Futur
- 1994
  - 1r al Trofeu Alcúdia de la Challenge de Mallorca
  - Vencedor d'una etapa del Trofeu Joaquim Agostinho
- 1995
  - Vencedor de 2 etapes de la Volta a l'Algarve
  - Vencedor d'una etapa del GP Jornal de Noticias
- 1995
  - Vencedor d'una etapa de la Volta a l'Alentejo

### Resultats a la Volta a Espanya
- 1995. Abandona
- 1996. 95è de la classificació general